# Fiesso Umbertiano
Fiesso Umbertiano (velenceiül Fies Unbertian) település Olaszországban, Veneto régióban, Rovigo megyében. Lakosainak száma 3856 fő (2023. január 1.). Fiesso Umbertiano Castelguglielmo, Occhiobello, Pincara, Canaro, Frassinelle Polesine és Stienta községekkel határos.

## Népesség
A település lakossága az elmúlt években az alábbi módon változott:
| Lakosok száma | 4085 | 3979 | 3856 |
|               | 2017 | 2018 | 2023 |